# Шарль Персьє
Шарль Персьє (фр. Charles Percier; 22 серпня 1764, Париж — 5 вересня 1838, Париж) — французький архітектор, художник і декоратор, педагог. Один з творців стилю ампір.

## Біографія
Навчався в Парижі, пізніше в 1786—1792 роках жив в Римі, де вивчав твори давньоримського зодчества. Брав участь у відновленні Колони Траяна. У 1784 році став лауреатом Римської премії.
У 1794—1814 працював спільно з П'єром Фонтеном, разом з яким став одним із творців стилю ампір, відзначався в імператорської Франції урочистістю і парадністю меморіальної архітектури і палацових інтер'єрів.
Шарль Персьє був придворним архітектором імператора і одним із законодавців смаку в період імперії Наполеона I. Спільно з Фонтеном створив ряд урочисто-монументальних споруд, в тому числі арку на площі Каррузель в Парижі (1806—1808), яка формами нагадувала давню арку Костянтина в Римі. Споруду, створену на честь перемоги Наполеона в битві під Аустерліцем, висотою 19 метрів вінчала квадрига святого Марка, вивезена з Венеції.
Крім того, ними створено одне з крил Лувра — Павільйон Маршан (Pavillon Marsan). Персьє брав участь у відновленні Компьенского палацу, створенні інтер'єрів Мальмезона, замку Сен-Клу і палацу Фонтенбло, займався проектуванням меблів, оздоблення інтер'єру, оформленням урочистостей і святкувань.
Спільно видали праці "Palais, maisons etc. + Rome «(1798) і» Recueil de decorations interieure "(1812).
Створив малюнки деяких банкнот Банку Франції (500 і 1000 франків типу «Жерміналь»).
Викладав архітектуру в Школі образотворчих мистецтв в Парижі. Серед його учнів: Огюст Монферран, будівельник Ісаакіївського собору в Санкт-Петербурзі; Луї Вісконті, розробник проекту надгробного пам'ятника Наполеону І; Мартен-П'єр Готьє; Хеч, Густав Фрідріх фон (1788—1864) — данський скульптор, художник; Жак Іньяс Гітторф — французький скульптор німецького походження.
Похований на кладовищі Пер-Лашез. Після смерті Шарля Персьє в 1838 році Фонтейн спроектував гробницю в характерному для них стилі. Вони були колегами жили разом. Фонтейна, відповідно до його побажань, після смерті в 1853 році помістили в ту ж гробницю.